# Russell Tuttle
Pour les articles homonymes, voir Tuttle.
Russell Tuttle (né le 18 août 1939) est un zoologiste morphologiste, primatologue et paléoanthropologue américain, connu pour avoir inventé le terme de knuckle walking (locomotion sur les articulations) pour décrire la marche des primates.

Il travaille actuellement au département d'anthropologie de l'université de Chicago.
Les travaux de Tuttle, notamment ceux concernant les empreintes de Laetoli  sont fréquemment cités à tort à l'appui de leurs thèses par les créationnistes.